# جوخه تیراندازی
جوخه تیراندازی (به انگلیسی: The Firing Squad) یک فیلم ماجراجویی و زندگی‌نامه‌ای آمریکایی محصول سال ۲۰۲۴ به کارگردانی و نویسندگی تیموتی آ. چی با بازی کوین سوربو، اریک رابرتس و کوبا گودینگ جونیور است.
در حال حاضر قرار است، این فیلم در تاریخ ۲ اوت ۲۰۲۴ منتشر شود.

## بازیگران
- جیمز بارینگتون در نقش پیتر لون
- کوین سوربو در نقش کشیش لینبروک
- کوبا گودینگ جونیور در نقش ساموئل ویلسون
- اریک رابرتس در نقش آدام مارکمن [۵]

## خلاصه داستان
این فیلم بر اساس داستان واقعی سه زندانی مسیحی است که در معرض اعدام قرار دارند.

## تولید
در نوامبر ۲۰۲۳، اعلام شد که فیلمبرداری تمام شده است. کوبا گودینگ گفت وقتی برای اولین بار فیلمنامه را خواند، گریه کرد.